# Bulbophyllum ialibuense
Bulbophyllum ialibuense là một loài phong lan thuộc chi Bulbophyllum.